# Gmina Lewin Brzeski
Die Gmina Lewin Brzeski ist eine Stadt- und Landgemeinde im Powiat Brzeski der Woiwodschaft Opole in Polen. Ihr Sitz ist die gleichnamige Stadt (deutsch: Löwen) mit etwa 5900 Einwohnern.

## Geographie

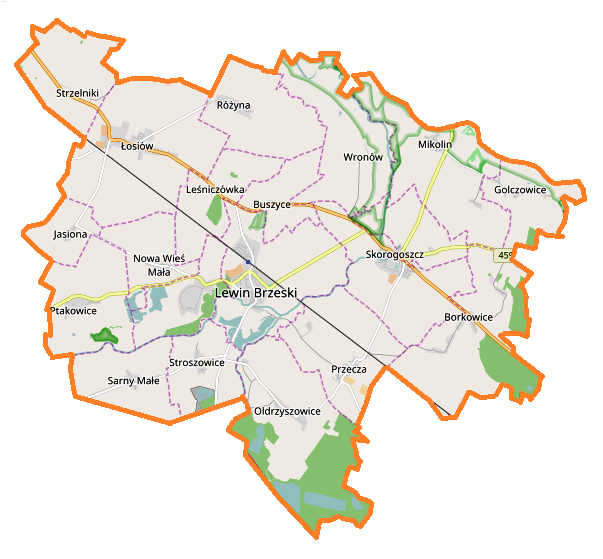
Karte der Gemeinde

Die Gemeinde liegt im Westen der Woiwodschaft Opole (Oppeln), etwa zehn Kilometer nordwestlich von Opole (Oppeln) und zehn Kilometer südöstlich von Brzeg (Brieg). Im Norden grenzt die Gemeinde an die Oder, weitere Gewässer sind die Glatzer Neiße polnisch Nysa Kłodzka und die Ścinawa Niemodlińska (Steinau).
Alle Nachbargemeinden sind Teil der Woiwodschaft Opole. Im Norden grenzt die Gemeinde Lewin Brzeski an die Gemeinden Skarbimierz (Hermsdorf) und Poppelau (Popielów), im Osten an Groß Döbern und Dąbrowa (Dambrau), im Süden an Niemodlin (Falkenberg O/S) und im Westen an Olszanka (Alzenau).

## Geschichte
Die Gemeinde kam 1950 zur Woiwodschaft Opole, deren Zuschnitt bis 1999 mehrfach geändert wurde. Der Powiat Brzeski wurde 1999 wieder eingerichtet.
Artur Kotara löste 2010 Anna Twardowska als Bürgermeisterin ab.

## Politik

### Bürgermeister
An der Spitze der Stadtverwaltung steht der Bürgermeister. Seit 2010 ist dies Artur Kotara. Er wurde bei der turnusmäßigen Wahl im Oktober 2018 ohne Gegenkandidat mit 78,8 % der Stimmen wiedergewählt. Auch 2024 hatte er keinen Gegenkandidaten und erhielt bei seiner Wiederwahl 80,7 %.

### Stadtrat
Der Stadtrat besteht aus 15 Mitgliedern und wird von der Bevölkerung direkt in Einpersonenwahlkreisen gewählt. Die Stadtratswahl 2024 führte zu folgendem Ergebnis:
- Koalition für die Gemeinde Lewin Brzeski 33,9 % der Stimmen, 11 Sitze
- Wahlkomitee „In der Einheit der Kommunen – Stärke“ 15,8 % der Stimmen, 1 Sitz
- Prawo i Sprawiedliwość (PiS) 15,4 % der Stimmen, 1 Sitz
- Jungwähler der Gemeinde Lewin Brzeski 11,6 % der Stimmen, kein Sitz
- Anna Zzulas Wahlkomitee – Frauenenergie 11,1 % der Stimmen, 1 Sitz
- Wahlkomitee Józef Piotrowski 7,3 % der Stimmen, 1 Sitz
- Lewica 5,0 % der Stimmen, kein Sitz

Die Stadtratswahl 2018 führte zu folgendem Ergebnis:
- Koalition für die Gemeinde Lewin Brzeski 33,2 % der Stimmen, 7 Sitze
- Kukiz’15 32,2 % der Stimmen, 2 Sitze
- Wahlkomitee der Freunde Lewins 16,1 % der Stimmen, 3 Sitze
- Prawo i Sprawiedliwość (PiS) 15,2 % der Stimmen, 3 Sitze
- Sojusz Lewicy Demokratycznej (SLD) / Lewica Razem (Razem) 3,4 % der Stimmen, kein Sitz

### Städtepartnerschaften
Die Gemeinde unterhält Gemeindepartnerschaften seit 1997 mit Szegvár in Ungarn und seit 2006 mit Senieji Trakai in Litauen.

## Gliederung
Die Stadt-und-Land-Gemeinde Lewin Brzeski erstreckt sich auf einer Fläche von 159,7 km² und gliedert sich neben der namensgebenden Stadt in folgende 20 Schulzenämter:
| - Błażejowice (Theresienberg) - Borkowice (Borkwitz; 1936–1945: Borkenhain O. S.) - Buszyce (Buchitz) - Chróścina (Weißdorf) - Golczowice (Golschwitz; 1936–1945: Eichenried) - Jasiona (Jeschen) - Kantorowice (Kantersdorf) - Leśniczówka (Waldvorwerk) - Łosiów (Lossen) - Mikolin (Nikoline; 1936–1945: Niklasfähre) | - Nowa Wieś Mała (Klein Neudorf) - Oldrzyszowice (Hilbersdorf) - Ptakowice (Taschenberg) - Przecza (Arnsdorf) - Różyna (Rosenthal) - Sarny Małe (Groß Sarne) - Skorogoszcz (Schurgast) - Stroszowice (Stroschwitz; 1936–1945: Straßendorf) - Strzelniki (Jägerndorf) - Wronów (Frohnau) |

## Verkehr

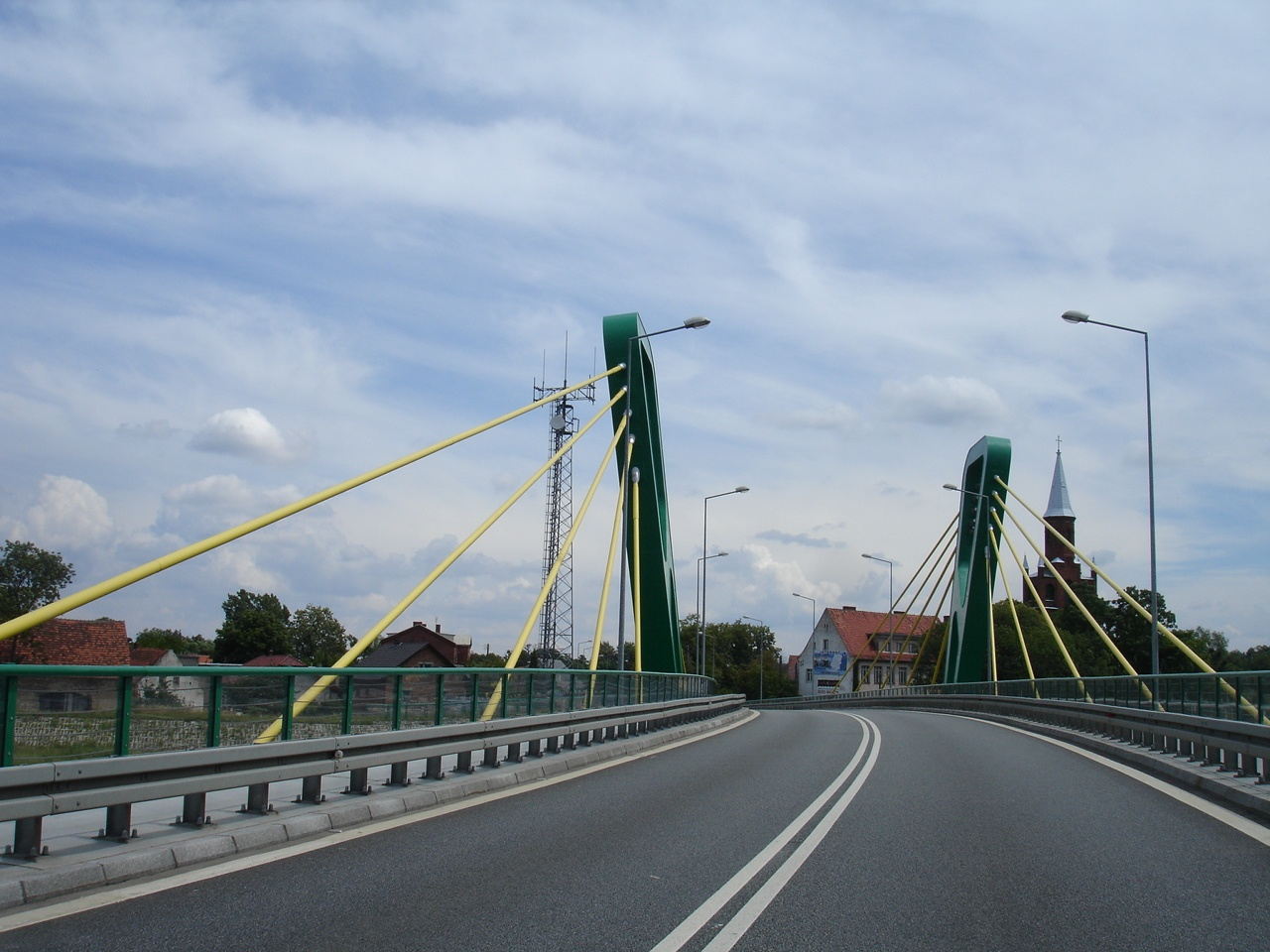
Brücke der Landesstraße DK94 nahe Skorogoszcz

Drei wichtige Ost-West-Verbindungen durchziehen das Gemeindegebiet:
Die Autobahn A4, die wichtigste Ost-West-Transitstraße Polens, verläuft entlang der Südgrenze der Gemeinde. Eine Anschlussstelle besteht nur außerhalb des Gemeindegebiets. Die Gemeinde hat Anteil an der Landesstraße DK94, die Breslau mit Katowice verbindet.
Der Bahnhof Lewin Brzeski und die Haltepunkt Przecza und Łosiów liegen an der Bahnstrecke Bytom–Wrocław, die in diesem Abschnitt 1843 eröffnet wurde.